# Gastronomía de Turkmenistán

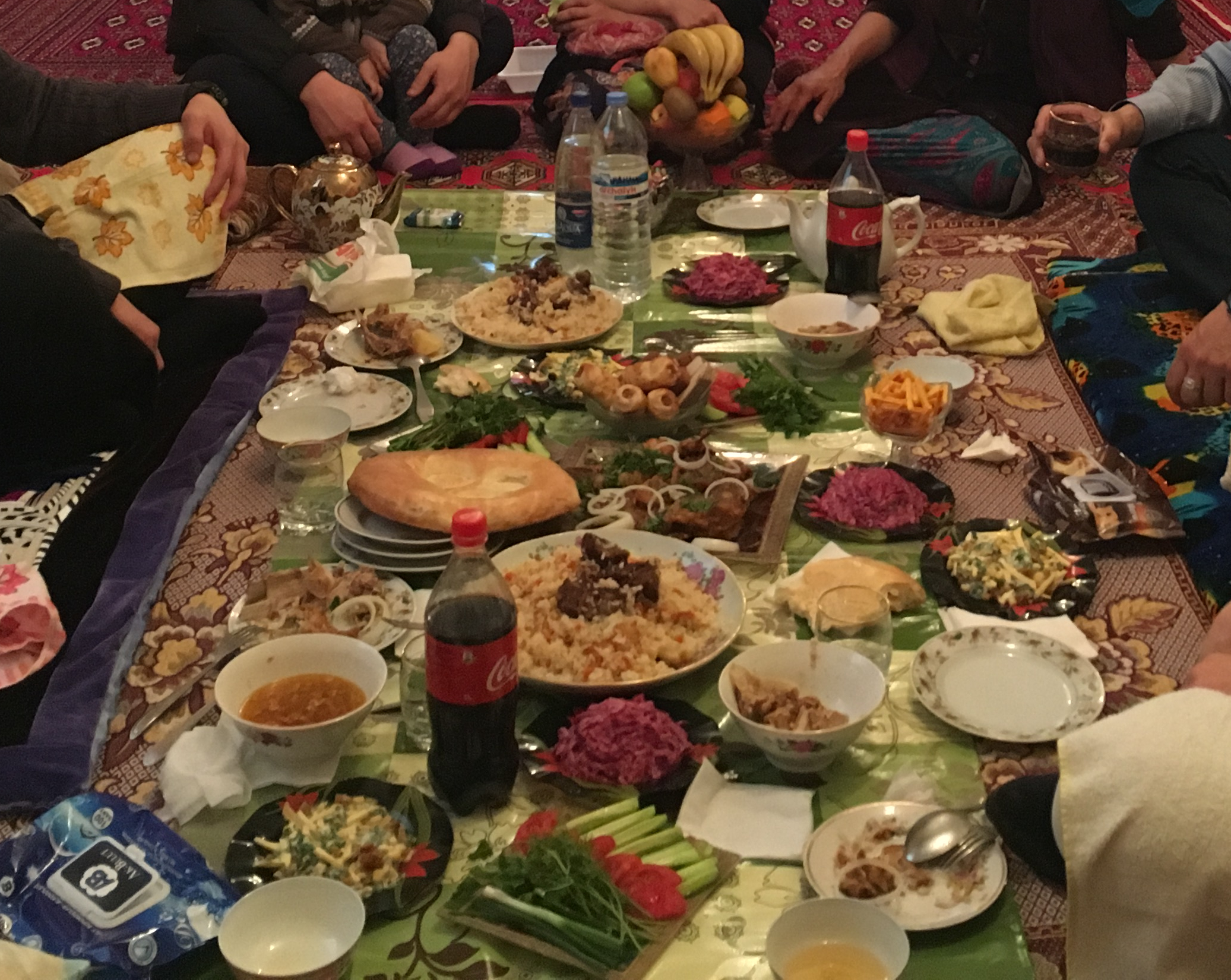
Un almuerzo festivo turcomano servido sobre un sachak (un mantel turcomano colocado en el suelo).

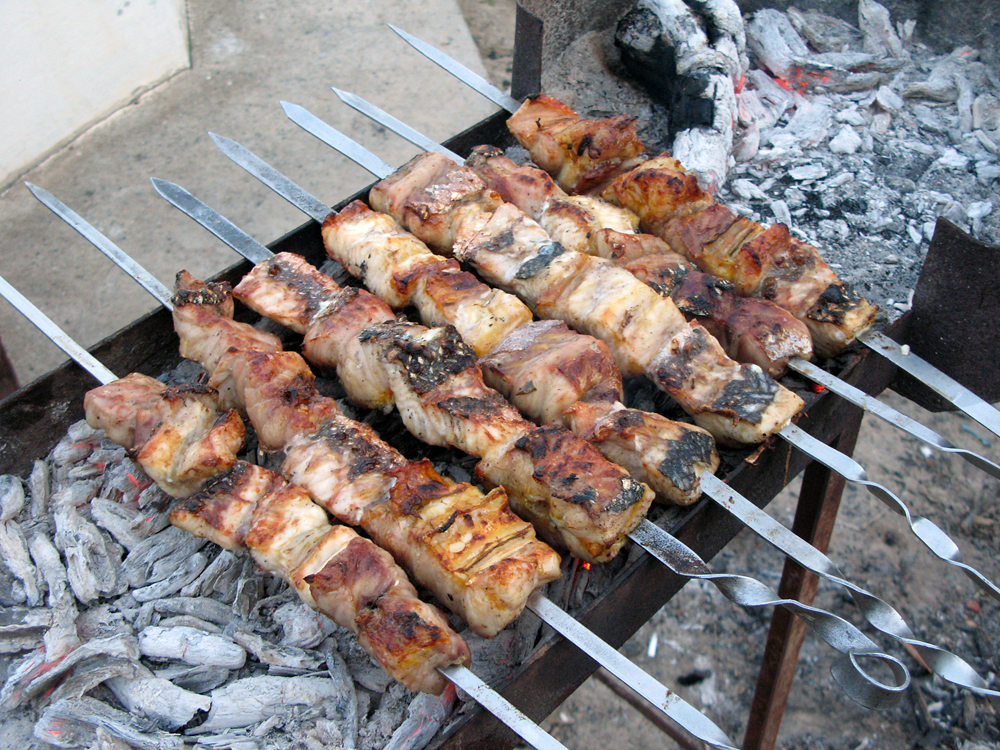
Brochetas de esturión

La gastronomía de Turkmenistán es similar a la del resto de Asia Central. La cultura seminómada turcomana giraba en torno a la ganadería, especialmente el pastoreo de ganado ovino, por lo que la gastronomía turcomana es notable por su énfasis en la carne, sobre todo la de cordero y oveja. Una fuente señala:
El pasado nómada ha dejado una huella muy notable en la cocina turcomana: la base de la dieta es la carne: cordero, carne de gacela, camello no de carga, ave de caza, pollo... La carne de vacuno se consume con mucha menos frecuencia porque este alimento apareció en la mesa mucho más tarde. Los turcomanos no comen carne de caballo en absoluto.
La gastronomía turcomana no suele usar especias o condimentos más allá de la sal y la pimienta negra, y suele cocinarse con ingentes cantidades de aceite de algodón.
Una descripción de los alimentos turcomanos presentados en un festival culinario anual incluía «...más de 15 tipos de sopa, delicias de carne y pescado, ichlekli rojizos (empanadas de carne), apetitosos gutaps con diferentes rellenos (calabaza, espinacas), pilaf desmenuzable, kelle bash ayak y chekdirme, cordero asado entero, kakmach, abundante yarma, numerosas ensaladas, pishme tradicional, así como dulces...». En una ceremonia formal de inauguración de nuevas viviendas, las ofrendas incluían «...todo tipo de platos de carne, aves y pescado, cereales, verduras y calabazas, sopas, productos culinarios hechos de masa, productos lácteos y bebidas preparadas según antiguas recetas. Entre ellos, tamdyrlama, ichlekli, yarma, dograma, diferentes tipos de pilaf, çorba, somsa, pishme, süzme, çal, agaran y mucho más».

## Carne
El shashlik (en turcomano: çişlik), brochetas de carne de oveja, cordero, pollo o, a veces, pescado, asadas al carbón y aderezadas con cebolla cruda en rodajas y una salsa especial a base de vinagre, se sirve en restaurantes y, a menudo, se vende en la calle. El shashlik de cerdo y ternera se introdujo durante la época imperial rusa, y es fácil encontrarlo en las grandes ciudades. Los kebabs de carne picada suelen prepararse con carne de vaca y, ocasionalmente, de camello. El kakmach (en turcomano: kakmaç) es carne seca en conserva que se prepara en porciones individuales o en tiras. El kakmach puede freírse en grasa u hornearse en un tandur, pero tradicionalmente se seca como la cecina al sol del desierto.
El gowurma es carne frita en trozos del tamaño de un bocado, que suele cocinarse en un caldero (en turcomano: gazan, una gran olla semiesférica de hierro colocada sobre el fuego). El gowurma se utiliza en varias sopas y puede comerse caliente o frío, o guardarse para su uso posterior.

## Dumplings
En restaurantes y bazares hay disponibles una gran variedad de empanadas y dumplings rellenos. Los mantıson dumplings al vapor rellenos de carne picada, cebolla o calabaza. Entre los platos fritos típicos se incluyen la somsa, el gutap (normalmente relleno de espinaca), el fitchi (fitçi), el börek y el ichlekli (içlekli). Son populares entre los viajeros y los taxistas, ya que se pueden comer rápidamente sobre la marcha, y a menudo se venden en puestos de carretera.

## Fruta

### Melones

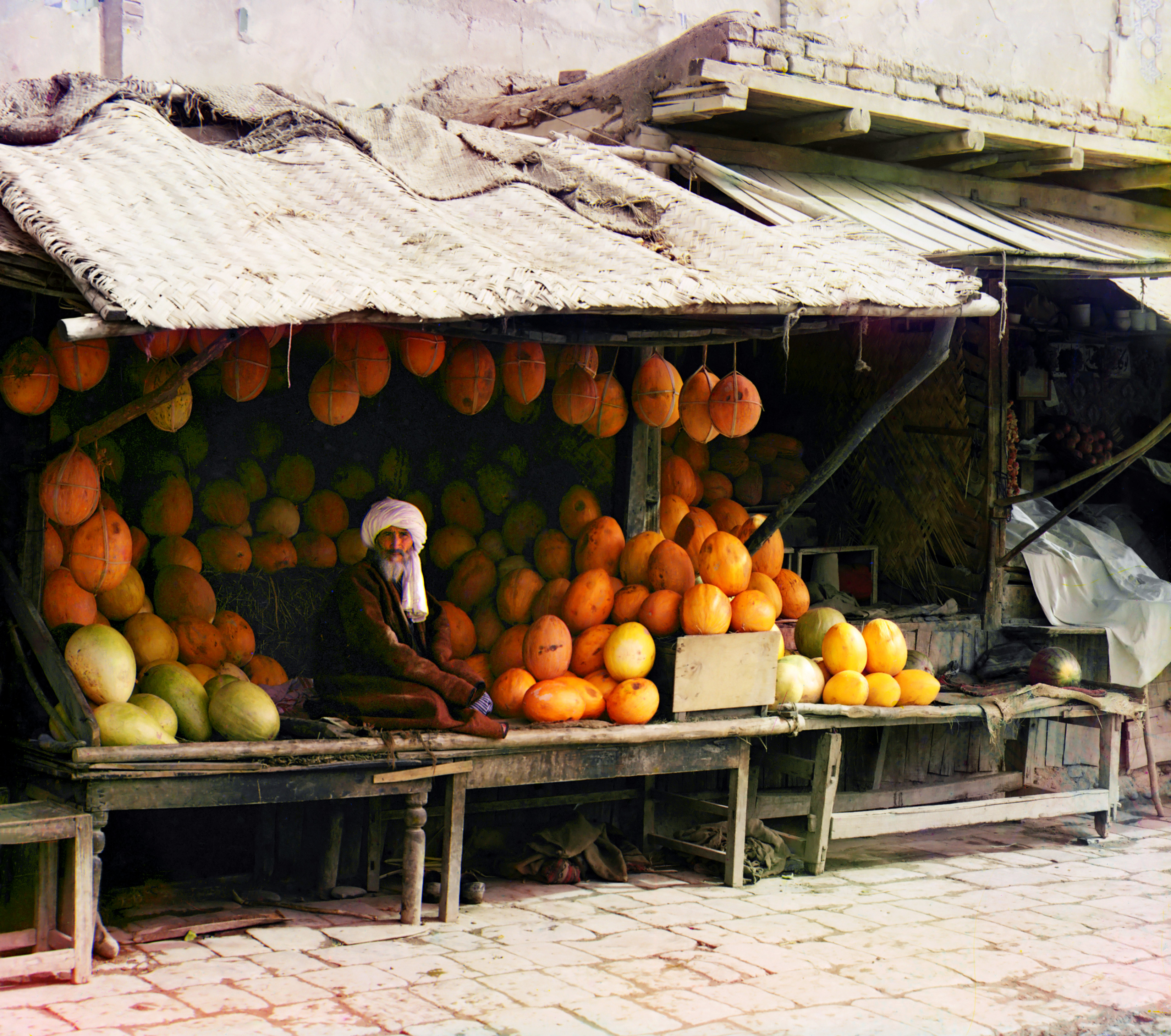
Vendedor de melones de Samarcanda, Turquestán ruso (fotografía tomada entre 1905 y 1915)

En el ámbito culinario, Turkmenistán es quizás más famoso por sus melones (en turcomano: gawun), especialmente en la antigua Unión Soviética, de la que fue el principal proveedor. Los medios de comunicación turcomanos, controlados por el Estado, se han referido al melón como la «zarina de la huerta» (en ruso: царица бахчи). Aunque hoy en día se exportan muy pocos melones, son un gran motivo de orgullo nacional en Turkmenistán y objeto de su propia festividad del Día del Melón. Fuentes turcomanas afirman que el país alberga hasta 400 variedades distintas.

### Granada
Los habitantes de los oasis utilizan la granada (en turcomano: nar) como saborizante, a menudo machacando el zumo para añadirlo o mezclarlo con los platos.

### Calabaza
La calabaza (en turcomano: kädi) se usa principalmente como saborizante para las sopas, pero, ahuecada, puede usarse como recipiente para hornear guisos o carnes. Las semillas de calabaza se trituran para obtener aceite para cocinar.

### Tomate
Aunque es una importación del Nuevo Mundo, el tomate se ha convertido en los últimos dos siglos en una gran influencia de la cocina turcomana. Los tomates se encurten, se secan, se hacen puré y se pican para añadirlos a los platos, y se convierten en sopa y zumo de tomate.

## Platos a base de cereales

### Panes

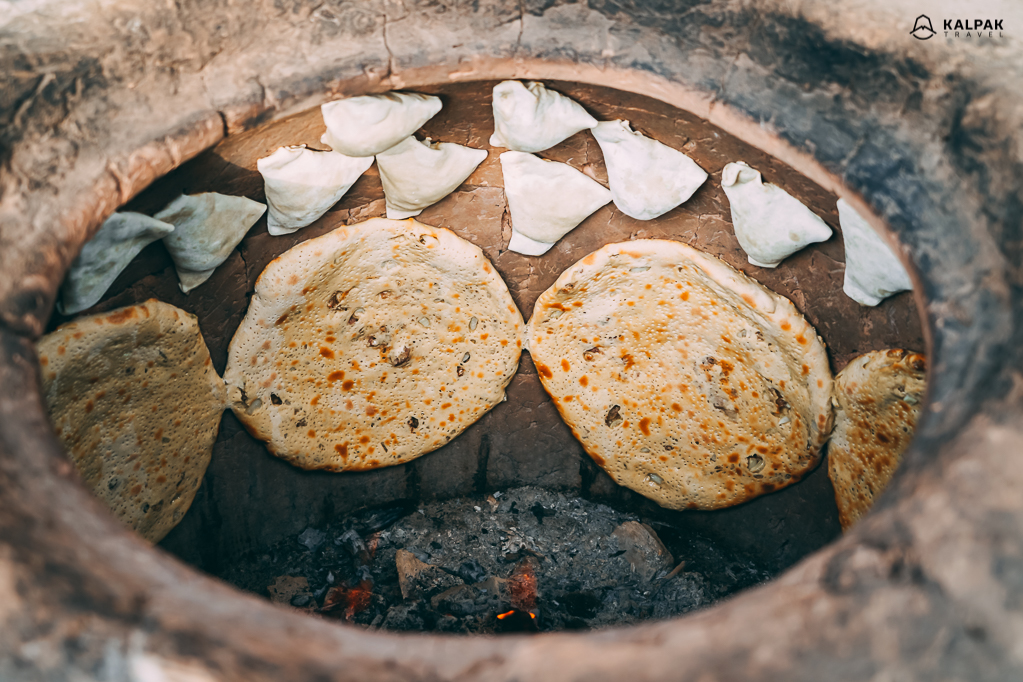
Pan turcomano horneado en un tandyr

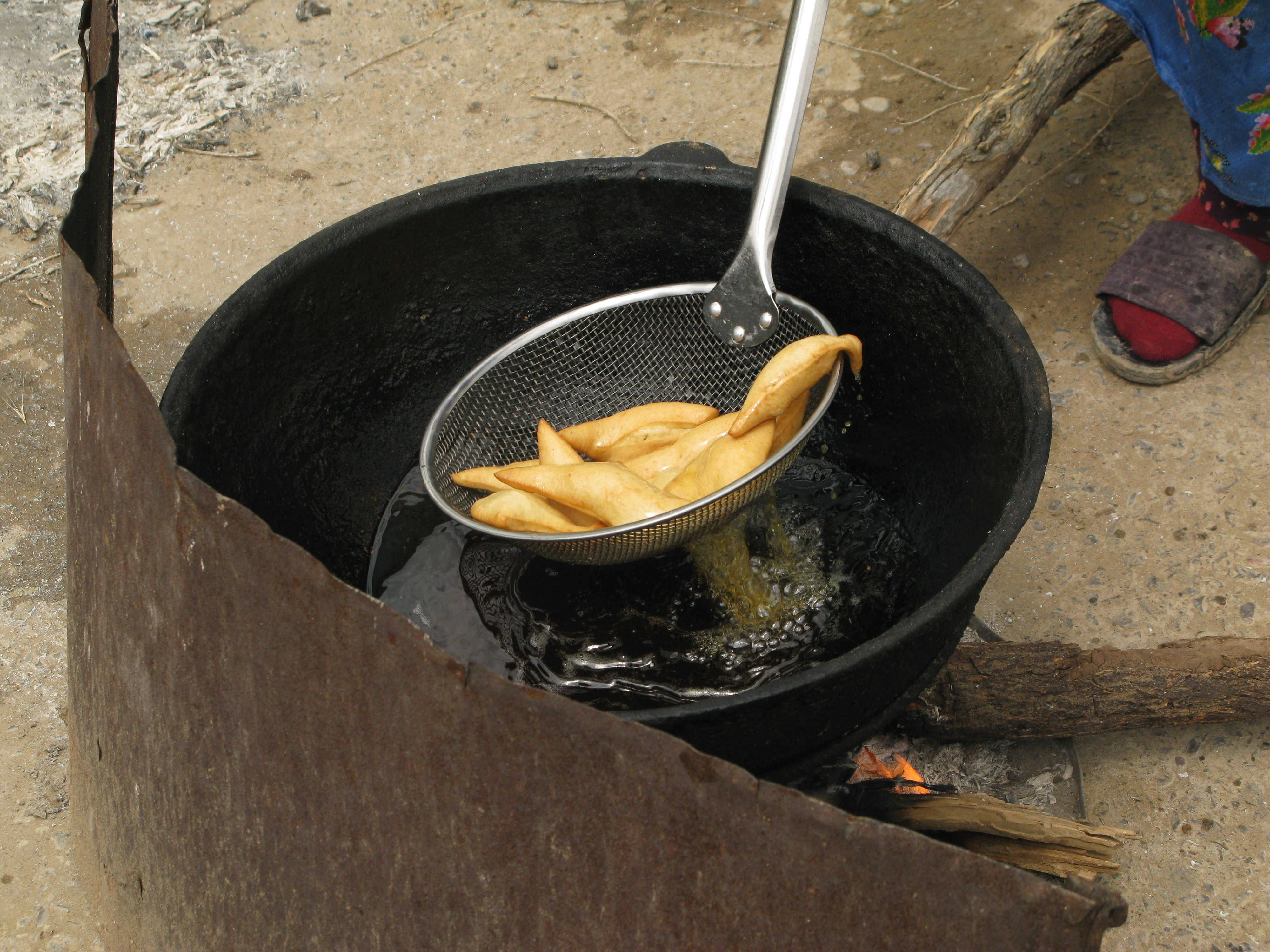
Pishme

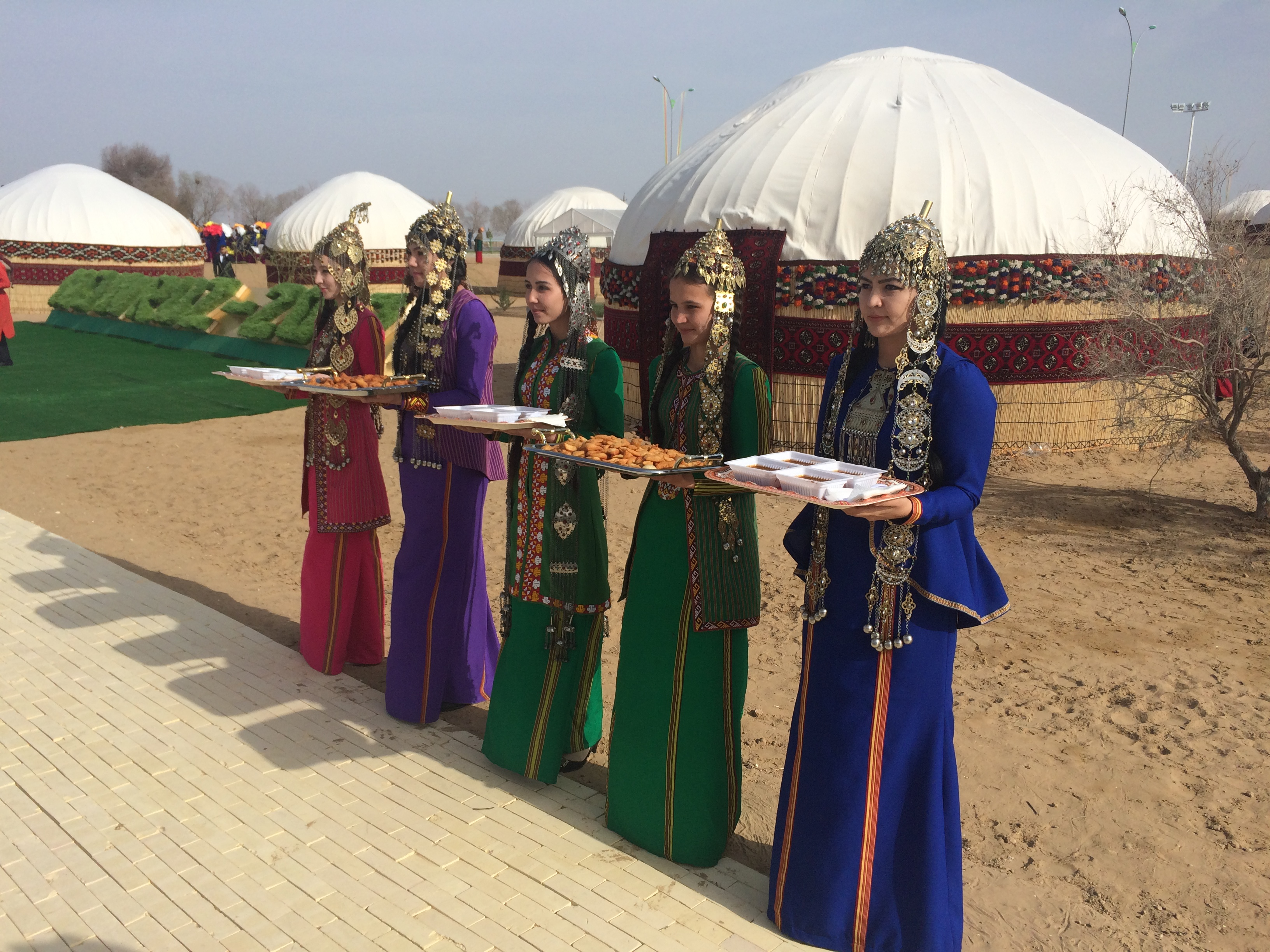
Mujeres turcomanas en un festival de Novruz reciben a los invitados con pishme y frutas secas.

Las comidas casi siempre se sirven con naan, un pan plano de Asia Central, conocido en la región como çörek. El pan turcomano se prepara de distinta forma a otros panes de la región, en hogazas gruesas y redondas con forma de disco cocidas en un horno tradicional de barro tamdyr. El pan horneado con carne en su interior (etli çörek, o «pan de carne») puede consumirse como una comida en sí mismo. El Ýagly çörek (literalmente «pan aceitoso, pan mantecoso») es un tipo de pan plano, hojaldrado y en capas, hecho con mantequilla. Los pishme (en turcomano: pişme) son minipanes fritos, dulces y blandos que se presentan tradicionalmente a los invitados recién llegados como gesto de bienvenida. 

El pan alberga una gran importancia simbólica en la cultura turcomana. Se considera sumamente descortés darle la vuelta a una hogaza de pan o maltratar el pan de cualquier manera. Existen muchas supersticiones en torno al pan y su preparación. Como dicen los medios controlados por el Estado turcomanos:
...el papel principal en la hospitalidad de los pueblos de Asia Central lo desempeña el pan —çörek—, que también sirve como símbolo de hospitalidad, hermandad, honor, esfuerzo, prosperidad, gratitud y los mejores deseos. El pan se hornea de muchas maneras [...] las recetas antiguas tienen muchas variaciones modernas, pero la cuestión no reside en los ingredientes en sí mismos, que determinan la esponjosidad, el abultamiento y el sabor de la masa, sino en el ritual especial de su preparación, especialmente para las comidas festivas...
El estudiante de la cultura turcomana Serguéi Demidov escribió:
Y sin embargo, a pesar de la gran autoridad del caballo, había algo aún más elevado y sagrado en el hogar turcomano, que llevaba el sello del tabú desde tiempos remotos. Se trataba del tamdyr, el horno para cocer el çörek, símbolo de vida, bienestar y hogar familiar, apoyado en la santidad del pan y, tal vez, en ecos de creencias zoroastrianas-mazdeas asociadas al fuego. Por tanto, en la escala de valores éticos podría existir un juicio del tipo: «Es mejor degollar un caballo o robar a alguien que destruir un tamdyr».

### Pilaf
El pilaf (en turcomano: palaw) se sirve en celebraciones y a invitados de honor; una fuente lo llama el «rey de la cocina turcomana». Consiste en arroz cocido con trozos de carne de cordero y zanahorias, cebollas y ajo, preparado en un gran caldero de hierro colado. Las distintas recetas de pilaf pueden requerir la añadidura de pasas (en turcomano: kişmiş), frutas, pescado y carne picada. El pilaf se come tradicionalmente con las manos.

### Gachas
El yarma (en turcomano: ýarma, de la palabra turcomana ýarym «mitad, partido») es trigo partido cocido en grasa de oveja con trozos muy pequeños de cordero mezclados para darle sabor. Se dice que este plato existe desde hace al menos mil años. El shule (en turcomano: şüle) es una papilla de arroz aguada con carne, a veces servida con zanahoria rallada. Las gachas de sorgo (en turcomano: etli köje) son un plato tradicional de la fiesta de Novruz; el plato es antiguo, ya que el sorgo fue introducido a los turcomanos por el comercio de la Ruta de la Seda.

### Guisos
El chekdirme (en turcomano: çekdirme) es una mezcla de arroz cocido, carne frita, tomate y cebolla troceada y salteada, normalmente cocinado en un caldero.

## Sopas
La shurpa (en turcomano: şurpa), un consomé de carne, es la base de la mayor parte de las sopas. Las sopas turcomanas más tradicionales son varios tipos de unash (en turcomano: unaş), elaboradas con leche y fideos o con alubias y fideos. Otras sopas comunes son la dograma (también dogramaly şurpa), elaborada con órganos en dados y pan, cebolla y tomate, la sopa de dumplings (en turcomano: etli börek şurpasy) y la sopa de judías mungo (en turcomano: şurpa maş). El suytlash (en turcomano: süýtlaş, también süýtli unaş y süýtli aş) es un pudin de fideos que tradicionalmente se sirve como segundo plato en los banquetes de boda. Algunas variantes utilizan arroz en lugar de fideos. Aunque algunos turcomanos lo consideran un tipo de gachas, los libros de cocina turcomanos lo clasifican como sopa. También es común el lagman, un plato de fideos uigur.

## Bebidas
Como en el resto de Asia Central, el té verde (en turcomano: çaý) es la bebida principal y se consume a todas horas. En el idioma turcomano, çaý (pronunciado «chai») puede referirse tanto a una comida (normalmente el desayuno) como a sentarse a tomar el té. En la región de Daşoguz, a veces se bebe con leche «al estilo kazajo», a menudo para disimular el sabor salado del agua potable de la zona.
El gatyk, una bebida de yogur espesa similar al kéfir, suele servirse con el desayuno y a veces se utiliza como condimento en el börek o el manty, sustituyendo a la tradicional crema agria. Sin embargo, la bebida por la que es conocido el país es el çal («chal»), leche de camello fermentada, que es una bebida espumosa blanca de sabor agrio popular en Asia Central, especialmente en Turkmenistán. Debido a los requisitos específicos de preparación y a que es extremadamente perecedero, el çal supone un gran reto para los exportadores a la hora de enviarlo fuera de Turkmenistán o de la región para su consumo en el extranjero. Es similar a la bebida kirguís shoro. Una fuente señala que a los turcomanos les gusta espumar el agaran (un tipo de mantequilla) de la superficie del chal.

### Bebidas alcohólicas
El vodka (en turcomano: arak) es la bebida alcohólica más popular debido a su coste relativamente bajo. Le siguen la cerveza, el vino, el brandi y el vino espumoso (en ruso: шампанское). Las bebidas espirituosas y la cerveza se introdujeron durante el periodo imperial ruso. La cerveza fue introducida en el siglo XIX por cerveceros alemanes y, aunque no es una bebida tradicional, es popular en las zonas urbanas. En Turkmenistán se producen dos marcas nacionales de cerveza, Berk y Zip.
La exploración arqueológica indica que la viticultura en la zona de oasis al norte de los montes Kopet Dag se remonta a los siglos III-II a. C. Se cultivaba trigo en las tierras bajas y viñedos en las estribaciones. También se cultivaba la vid en el valle superior del Murgab, cerca de la actual frontera entre Turkmenistán y Afganistán. La introducción del islam en Asia Central no impidió que continuara la producción de vino, en parte porque el vino es fundamental para el sufismo. En el siglo XXI, Turkmenistán produce más de 200 vinos de uva diferentes y aguardientes de 100 variedades de uva.

## Pescado
El pescado forma parte de la dieta tradicional de las tribus turcomanas que residen cerca del mar Caspio y a lo largo del Amu Daria. Las recetas turcomanas del Caspio contemplan tanto freír como cocinar el pescado a la brasa, pero se sirve con «sésamo, arroz, albaricoque, pasas y zumo de granada».

## Influencias extranjeras
Los restaurantes de Turkmenistán también suelen servir comida rusa, como pelmeni, alforfón (grechka), golubtsi y una gran variedad de ensaladas a base de mayonesa. La patata y el tomate, ambos introducidos del Nuevo Mundo, se usan mucho en la preparación de comidas. En Asjabad, la capital, han aparecido asadores urbanos.
En las ciudades turcomanas de Irán, algunos restaurantes sirven comidas persas comunes como jujeh kabab y chelow kabab, y algunos locales solo cocinan kebabs y órganos internos como hígado y grasa, que se cocinan con brochetas en mangal; similar a los locales de kebab de otras partes de Irán. 